# Xavi Muñoz
Xavi Muñoz (Barcelona, 1968 - 2012), més conegut com a munyoki, va ser un empleat de la banca i pioner del videoblogging a través d'una web pròpia.
Va dur a terme diversos projectes, com Amics i coneguts on mostrava el dia a dia d'artistes i va produir la pel·lícula El Chorreo, la película. Va formar part com a videoblogger de l'equip de candidatura de Sandro Rosell, expresident del FCBarcelona. El seu projecte més conegut seria la història de Clemente Martínez, un vell del barri de Penitents que feia classes de ioga als veïns. El 2008 va rebre el premi Herois de Barcelona del Diari de Barcelona. Va treballar amb Miqui Puig, Marius Serra, Santi Millan, Ferran Adrià, personatges del Polonia (tv3), entre d'altres.